# Berchidda
 (août 2025).
Si vous disposez d'ouvrages ou d'articles de référence ou si vous connaissez des sites web de qualité traitant du thème abordé ici, merci de compléter l'article en donnant les références utiles à sa vérifiabilité et en les liant à la section « Notes et références ».
Berchidda est une commune italienne de la province de Sassari dans la région Sardaigne en Italie.

## Administration
| Période                                  | Période | Identité | Étiquette | Qualité |
| ---------------------------------------- | ------- | -------- | --------- | ------- |
|                                          |         |          |           |         |
| Les données manquantes sont à compléter. |         |          |           |         |

### Communes limitrophes
Alà dei Sardi, Calangianus, Monti, Oschiri, Tempio Pausania

### Évolution démographique
Habitants recensés

## Jumelages
La Tour d'Aigues en 2002

## Personnes nées à Berchidda
Paolo Fresu (1961), trompettiste, bugliste (Jazz)